# Trichonta chinesis
Trichonta chinesis är en tvåvingeart som beskrevs av Yang och Wu 1996. Trichonta chinesis ingår i släktet Trichonta och familjen svampmyggor. Inga underarter finns listade i Catalogue of Life.